# Jü Sün-ling
Jü Sün-ling (tradiční čínské znaky: 裕勛齡, zjednodušené čínské znaky: 裕勋龄; přepis v pchin-jinu: Yù Xūnlíng (Yu4 Xun1ling2), přepis podle Švarného: Jü Sün-ling [y⁵¹ɕyn⁵⁵liŋ³⁵]IPA, bopomofo: ㄩˋㄒㄩㄣㄌㄧㄥˊ; 1874–1944) byl čínský fotograf a dvorní fotograf vdovy císařovny Cch’-si (慈禧) během konce dynastie Čching. Byl jediným fotografem, který měl dovoleno fotografovat císařovnu.

## Životopis
Od roku 1903 do roku 1905 Jü Sün-ling pořídil velké množství fotografií císařovny Cch’-si s fotografickou kamerou z Evropy. Několik fotografií věnovala císařovna jako dar vládcům ze zahraničí. Originální fotografie Jü Sün-linga jsou ve sbírkách Freer Gallery of Art ve Washingtonu, DC, USA a retušované kopie, kde císařovna vypadá mnohem mladší, jsou ve sbírkách Zakázaného města v Pekingu.

## Galerie

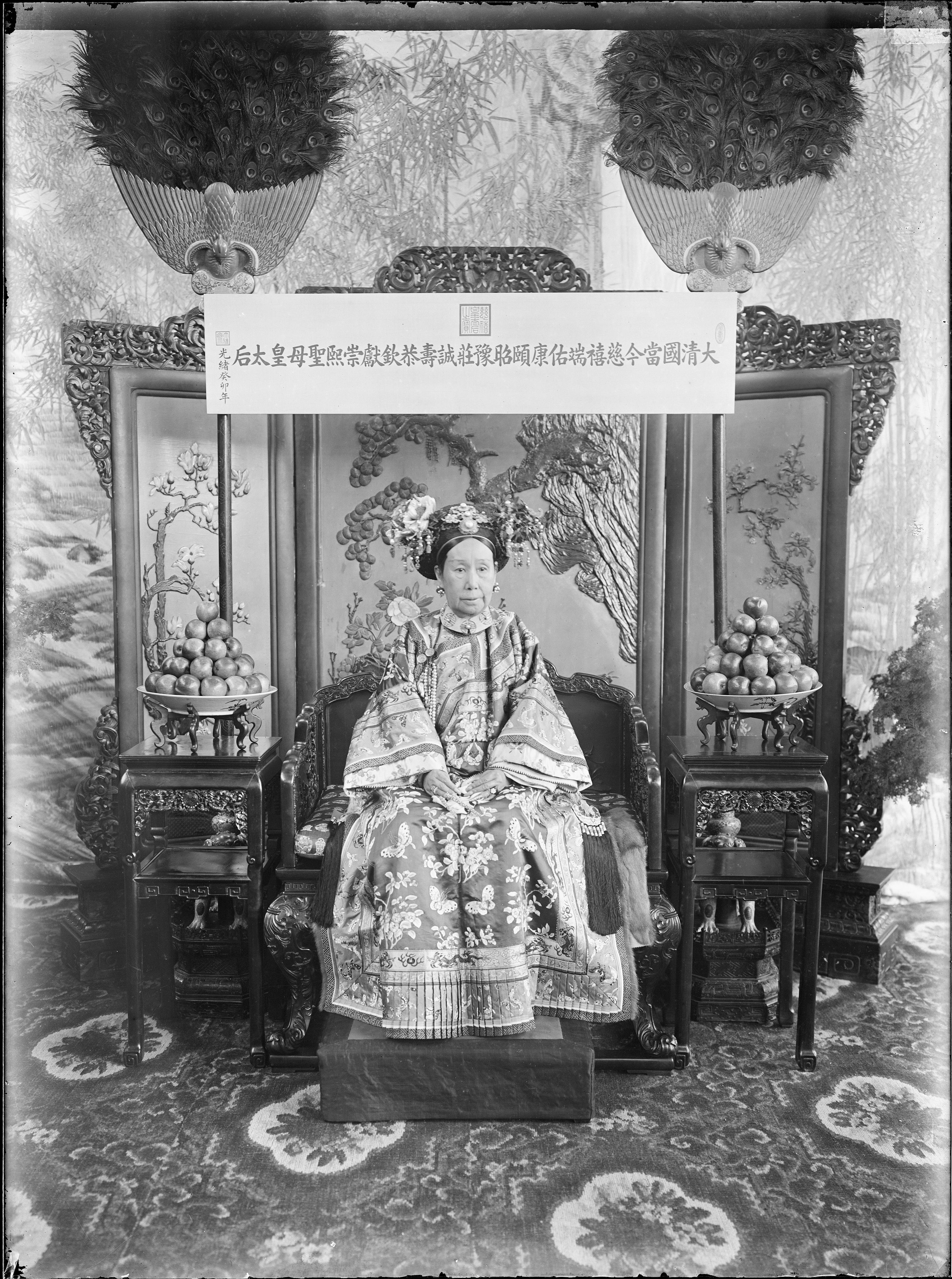
Císařovna vdova Cch’-si
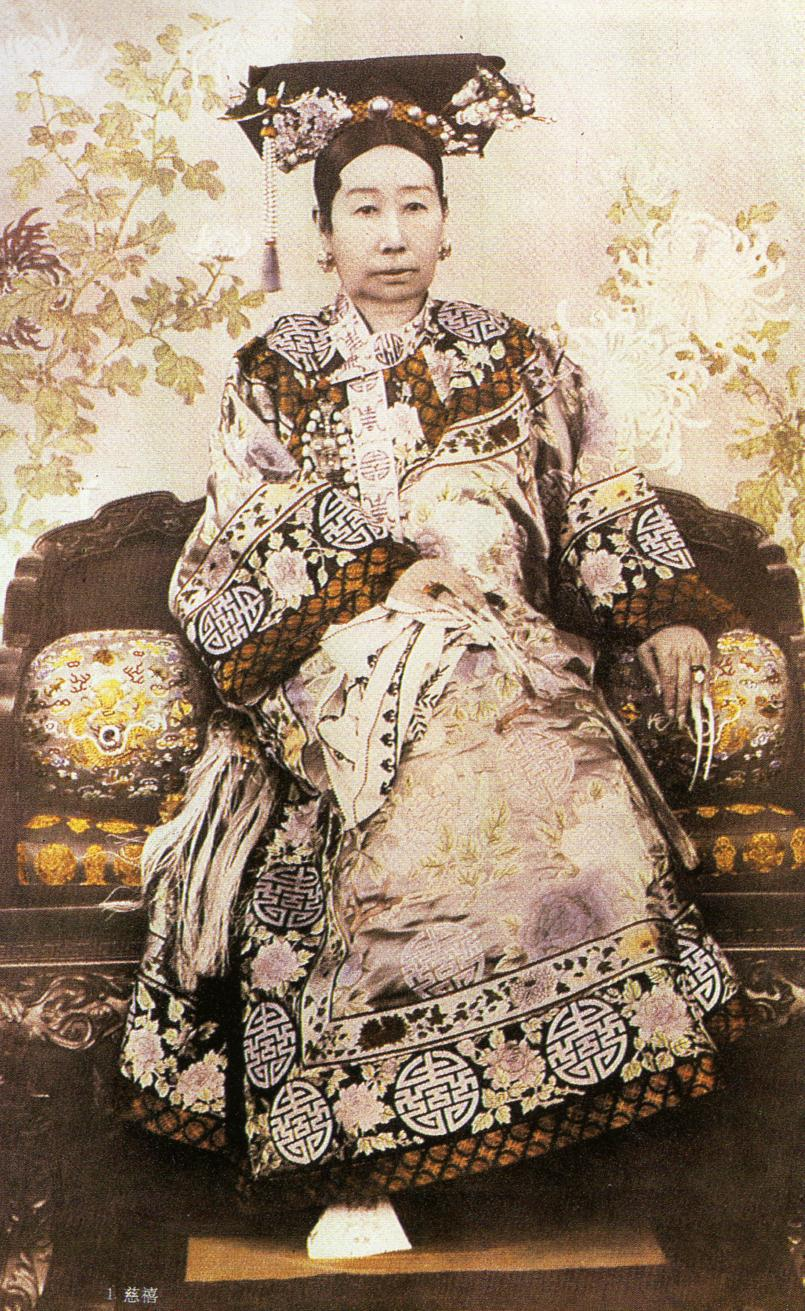
Císařovna vdova Cch’-si, asi 1890
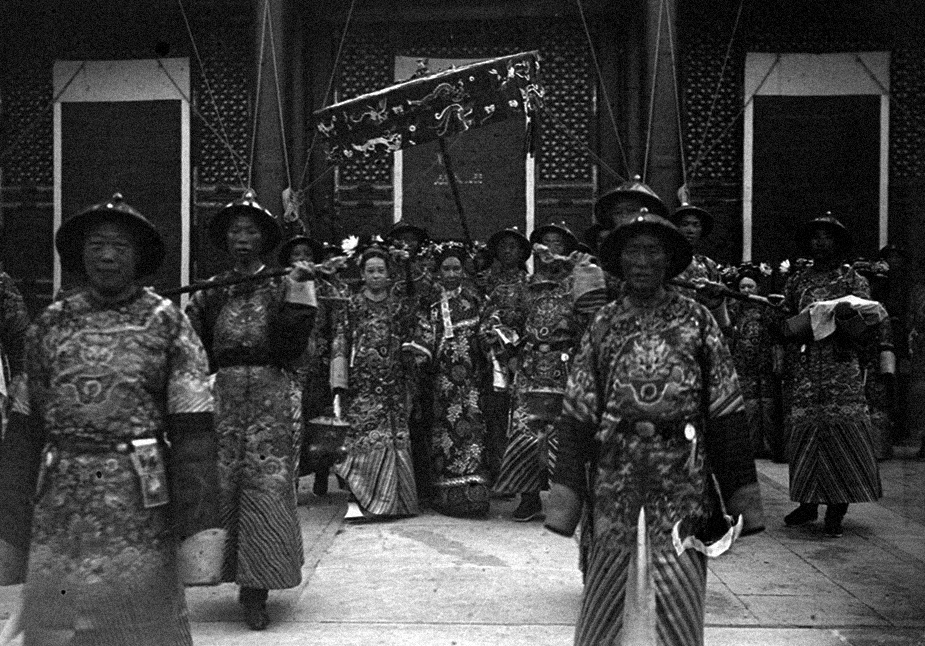
Císařovna vdova Cch’-si se společníky
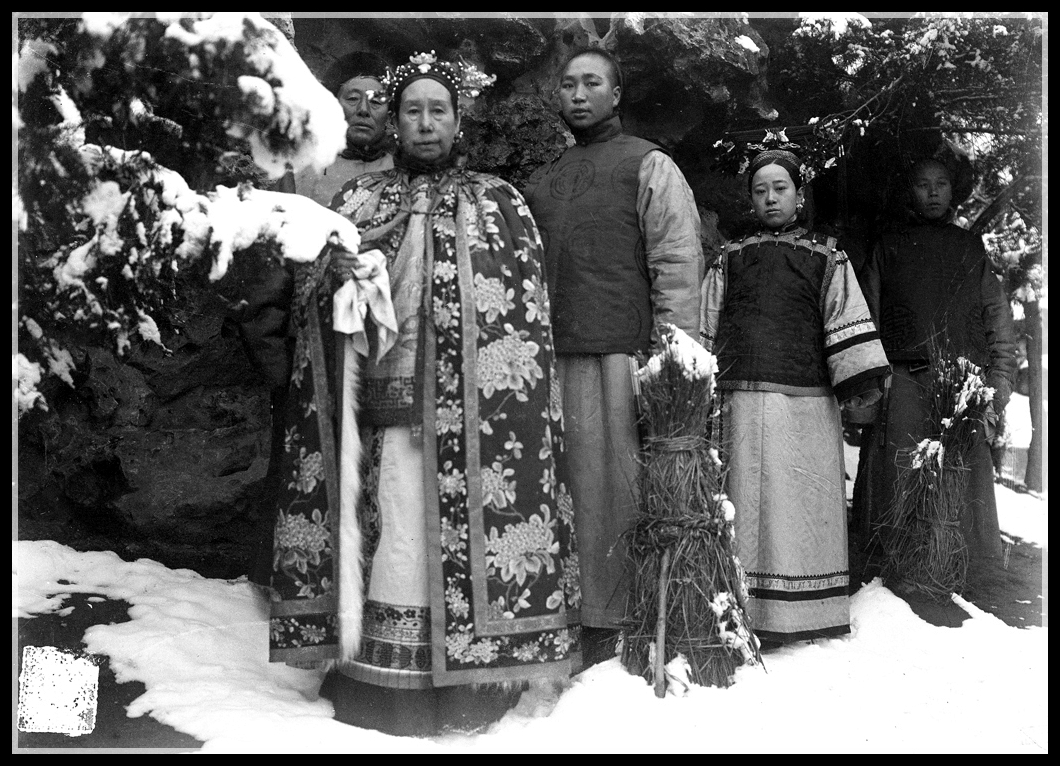
Císařovna vdova Cch’-si se společníky